# Agios Nikolaos, Kreta
Agios Nikolaos (grekiska Άγιος Νικόλαος, på svenska Sankt Nikolaos) är en kuststad i Mirabellabukten på den grekiska ön Kreta, tillika huvudstad i prefekturen Lasithi. Staden är främst ett turistmål för Västeuropa och bland turistattraktionerna kan nämnas Voulismenisjön (grekiska Λίμνη Βουλισμένη) som gudinnan Athena enligt legenden badade i.